# Eutrema edwardsii
Eutrema edwardsii — вид трав'янистих рослин родини капустяні (Brassicaceae), який має циркумполярне, арктично-альпійське поширення у Північній Америці та Євразії.

## Опис
Це багаторічні поодинокі трав'янисті рослини. Стебла прості або з деяким каудексом нерозгалужені, висхідні, (0.3)0.8–3.0(4.5) дм. Базальне листя: черешок 1–4.5(6) см, пластини (іноді дещо м'ясисті) яйцеподібні, ланцетні або довгасті, (0.3)0.8–2(2.5) см × (1)4–14(18) мм, краї цілі, верхівки тупі. Стеблових листків 3–7(10); пластини яйцеподібні, ланцетні, довгасті або лінійні, (0.7)1–3(4) см × (1)3–10(14) мм, краї цілі, верхівки підгострі. Плодоніжки (1.5)3–10(15) мм. Квіти: чашолистки яйцеподібні, 1.5–3 × 1–1.5 мм; пелюстки лопатчаті, білі, 3–5 × 1.5–3 мм, пиляки яйцеподібні, 0.2–0.4 мм. Плоди не горбкуваті від лінійних до вузько довгастих, (0.7)1–2(2.5) см × 2–3 мм. Насіння зазвичай довгасте, рідше яйцевиде, коричневе, (1.5)2–3 × (0.7)1–1.5 мм.

## Відтворення
Статеве розмноження насінням; немає вегетативного розмноження. Квіти пристосовані до запилення комахами, однак, принаймні на архіпелазі Шпіцберген в основному самозапилюються. Насіння не пристосоване до будь-якого особливого способу поширення.

## Поширення
Північна Америка (Ґренландія, Канада, північ США), Євразія (Фарерські острови, Північна Норвегія [вкл. Шпіцберген], Північна Росія, Монголія).
Населяє тундру, осипові схили, льодовикові пагорби, трав'янисті краї потоків, вологі ділянки торфових гребенів.